# Henry Russell
Henry Russell, född 15 december 1904 i Buffalo i New York, död 9 november 1986 i West Chester i Pennsylvania, var en amerikansk friidrottare.
Russell blev olympisk mästare på 4 x 100 meter vid sommarspelen 1928 i Amsterdam.